# Carex blanda
Espèce
Classification phylogénétique
Carex blanda, le carex lisse, est une espèce de plantes du genre Carex et de la famille des Cyperaceae.

## Distribution
Carex blanda est présente à l'état naturel dans une grande partie de l'est de l'Amérique du Nord aussi bien aux États-Unis qu'au Canada.